# Nikolaj Kelin
Nikolaj Andrejevič Kelin (31. října 1896, kozácká stanice Kletskaja, Oblast Donského vojska (dnešní Volgogradská oblast) – 9. ledna 1970 Želiv, Československo) byl ruský básník, prozaik a lékař. Byl donský kozák a zúčastnil se první světové a ruské občanské války.

## Život
Narodil se v kozácké stanici Kletskaja, v dnešní Volgogradské oblasti. Vychovával ho dědeček, který se jako první v rodině naučil číst a psát.
Nastoupil na Vojenskou lékařskou akademii v Petrohradě, ale kvůli první světové válce ji nedokončil. Dobrovolně se přihlásil do armády, zrychleně vystudoval dělostřelecké učiliště a stal se důstojníkem. Po Říjnové revoluci bojoval v občanské válce. Poté se vrátil domů do Donské republiky, kde se přidal k povstalcům usilujícím o udržení její nezávislosti. Očekávaná zahraniční pomoc v boji proti bolševikům ale nepřišla, kozáci ustupovali a následně byli internováni v Turecku. Odtud se Kelin díky Masarykem vyhlášené pomoci mladým Rusům, jejichž vysokoškolská studia přerušila válka, dostal do Československa.  
Pokračoval zde ve studiu, ale aby se uživil, po přednáškách pracoval na stavbě a po nocích obkresloval anatomický atlas. Po skončení studia navíc nesměl jako cizí státní příslušník vykonávat placenou práci, nicméně bez lékařské praxe by mu ale po třech letech lékařský diplom propadl. Nastoupil tedy s dalšími kamarády do nemocnice v Hradci Králové, kde je řádové sestry nechaly přespávat v prádelně a dávaly jim zbytky jídla po pacientech. Jedinou možností přivýdělku byly záskoky za obvodní lékaře v okolí; takto se Kelin dostal do Košetic na Vysočině. Následně se mu podařilo získat místo v nedaleké obci Hořepník. Později zvítězil ve výběrovém řízení na obvodního a klášterního lékaře v Želivi.
V květnu 1945 byl z iniciativy Směrš zatčen a odsouzen k smrti. Rozsudek smrti ale zrušil vrchní vyšetřovatel, který pocházel rovněž z kozácké rodiny a kterému se náhodou dostaly do rukou Kelinovy básně o Donu a kozácích zabavené při domovní prohlídce. Brzy byl ale československými orgány znovu zatčen a pak půl roku bez obvinění vězněn.
Zemřel v Želivi v lednu 1970 ve věku 73 let.

## Osobní život
Nikolaj Kelin byl ženatý, měl dva syny, starší se narodil koncem 20. let, mladší Alexej v roce 1942. Starší syn po válce odešel na umístěnku na Slovensko, po srpnu 1968 emigroval do Německa.

## Dílo
- KELIN, Nikolaj: Paměti donského Kozáka a českého lékaře, JOTA, 2022, ISBN 9788076890053